# Björn Barr
Björn Barr, född 1986 i Masthugget, Göteborg, är en svensk journalist som arbetar som reportage- och fördjupningsredaktör på Svenska Dagbladet. Han har tidigare arbetat som producent på Sveriges Radio Ekot, bland annat för poddarna Det politiska spelet och Europapodden. Dessförinnan har han arbetat på Expressen och Aftonbladet.
2013 nominerades han och journalisten Jenny Berggren till en Guldspade, föreningen grävande journalisters pris för grävande journalistik, för reportaget "Sanningen bakom Skanska" i tidningen Byggnadsarbetaren. 2023 prisades han tillsammans med Lisa Irenius, Madelaine Levy och Liv Widell för sitt arbete med serien "AI lyssnar på poddar".
Björn Barr är född och uppvuxen i Masthugget i Göteborg. Han tog examen 2010 från Göteborgs universitet.